# Regering-De Trooz
De regering-De Trooz (2 mei 1907 - 9 januari 1908) was een Belgische katholieke regering. Ze volgde de regering-De Smet de Naeyer II op en werd opgevolgd door de regering-Schollaert na het overlijden van de regeringsleider Jules de Trooz op 31 december 1907. Het was deze regering die, bij koninklijk besluit van 2 mei 1907, het Ministerie van Wetenschappen en Kunsten oprichtte, dat in feite een Ministerie van Onderwijs was zonder het zo te willen noemen.

## Samenstelling
De regering-de Trooz telde aanvankelijk negen ministers.
| Ambtsbekleder                                 | Ambtsbekleder                   | Ambtsbekleder                | Functie                           | Termijn                       | Partij            |
| --------------------------------------------- | ------------------------------- | ---------------------------- | --------------------------------- | ----------------------------- | ----------------- |
|                                               |                                 | Jules de Trooz (1857-1907)   | Minister Binnenlandse Zaken       | 2 mei 1907 - 31 december 1907 | Katholieke Partij |
|                                               |                                 | Julien Davignon (1854-1916)  | Minister Buitenlandse Zaken       | 2 mei 1907 - 9 januari 1908   | Katholieke Partij |
|                                               |                                 | Joris Helleputte (1852-1925) | Minister ad interim Landbouw      | 2 mei 1907 - 9 januari 1908   | Katholieke Partij |
| Minister Spoorwegen, Posterijen en Telegrafen | 2 mei 1907 - 9 januari 1908     | Joris Helleputte (1852-1925) |                                   |                               | Katholieke Partij |
|                                               |                                 | Julien Liebaert (1848-1930)  | Minister Financiën                | 2 mei 1907 - 9 januari 1908   | Katholieke Partij |
| Minister ad interim Binnenlandse Zaken        | 1 januari 1908 - 9 januari 1908 | Julien Liebaert (1848-1930)  |                                   |                               | Katholieke Partij |
|                                               |                                 | Joseph Hellebaut (1842-1924) | Minister Oorlog                   | 2 mei 1907 - 9 januari 1908   | extraparlementair |
|                                               |                                 | Armand Hubert (1857-1940)    | Minister Nijverheid en Arbeid     | 2 mei 1907 - 9 januari 1908   | Katholieke Partij |
|                                               |                                 | Jules Renkin (1862-1934)     | Minister Justitie                 | 2 mei 1907 - 9 januari 1908   | Katholieke Partij |
|                                               |                                 | Édouard Descamps (1847-1933) | Minister Wetenschappen en Kunsten | 2 mei 1907 - 9 januari 1908   | Katholieke Partij |
|                                               |                                 | Auguste Delbeke (1853-1921)  | Minister Openbare Werken          | 2 mei 1907 - 9 januari 1908   | Katholieke Partij |

### Herschikkingen
- Op 31 december 1907 overlijdt minister van Binnenlandse Zaken Jules de Trooz; hij wordt voorlopig opgevolgd door Julien Liebaert.